# Teorema de factorització de Weierstrass
En matemàtiques, específicament en l'anàlisi, el teorema de factorització de Weierstrass, anomenat així en honor del matemàtic alemany Karl Weierstrass, afirma que les funcions enteres poden ser representades per un producte infinit, anomenat producte de Weierstrass, que contingui els seus zeros. A més, qualsevol successió que tendeixi a l'infinit té associada una funció sencera amb zeros precisament en els punts d'aquesta successió.
Una segona forma desenvolupada a funcions meromorfes permet considerar una funció meromorfa donada com un producte de tres factors: els pols, els zeros, i una funció holomorfa associada diferent de zero.

## Motivació
Les conseqüències del teorema fonamental de l'àlgebra són dobles:
- La primera d'elles, qualsevol successió finita {\displaystyle \{c_{n}\}} en el pla complex té associat un polinomi que té zeros precisament en els punts d'aquesta successió,{\displaystyle \,\prod _{n}(z-c_{n}).}

- La segona d'elles, qualsevol funció polinòmica {\displaystyle p(z)} en el pla complex té una factorització {\displaystyle \,p(z)=a\prod _{n}(z-c_{n}),} on a és una constant diferent de zero i cn són els zeros de p.

Les dues formes del teorema de factorització de Weierstrass poden ser pensades com a extensions superiors de les funcions enteres. La necessitat d'un mecanisme extra es demostra quan es considera el producte {\displaystyle \,\prod _{n}(z-c_{n})} si la successió {\displaystyle \{c_{n}\}} no és finita. Això mai pot definir una funció entera, perquè el producte infinit no convergeix. Així que, en general, no es pot definir una funció entera d'una successió de zeros preestablerts o representar una funció entera mitjançant els seus zeros usant les expressions donades mitjançant el teorema fonamental de l'àlgebra.
Una condició necessària per a la convergència d'un producte infinit en qüestió és que, cada factor {\displaystyle (z-c_{n})} s'ha d'aproximar a 1 quan {\displaystyle n\to \infty }. Així que, sembla lògic que s'hagi de buscar una funció que podria ser 0 en el punt preestablert i no obstant això, romandre proper a 1 quan no es trobi en aquest punt, a més de no introduir més zeros dels establerts. Això es defineix amb els factors elementals de Weierstrass. Aquests factors serveixen per al mateix propòsit que els factors {\displaystyle (z-c_{n})} a dalt esmentats.

### Els factors elementals
També se'ls coneixen com a factors elemetals.
Per {\displaystyle n\in \mathbb {N} }, es defineixen els factors elementals com:
{\displaystyle E_{n}(z)={\begin{cases}(1-z)&{\mbox{si }}n=0,\\(1-z)\exp \left({\frac {z^{1}}{1}}+{\frac {z^{2}}{2}}+\cdots +{\frac {z^{n}}{n}}\right)&{\mbox{d'altra manera}}.\end{cases}}}
La seva utilitat rau en el següent lema:
Lema (15.8, Rudin) per a |z| ≤ 1, n ∈ No
{\displaystyle \vert 1-E_{n}(z)\vert \leq \vert z\vert ^{n+1}.}

## Les dues formes del teorema

### Existència d'una funció entera amb zeros específics
A vegades anomenat com teorema de Weierstrass.
Sigui {\displaystyle \{a_{n}\}} una successió de nombres complexos diferents de zero tals que {\displaystyle |a_{n}|\to \infty }. Si {\displaystyle \{p_{n}\}} és qualsevol successió d'enters tals que per a tot {\displaystyle r>0},
{\displaystyle \sum _{n=1}^{\infty }\left(r/|a_{n}|\right)^{1+p_{n}}<\infty ,}
llavors la funció
{\displaystyle f(z)=\prod _{n=1}^{\infty }E_{p_{n}}(z/a_{n})}
és entera amb zeros únicament en els punts {\displaystyle a_{n}}. Si el nombre {\displaystyle z_{0}} es produeix en la successió {\displaystyle \{a_{n}\}} exactament m vegades, llavors la funció f té un zero en {\displaystyle z=z_{0}} de multiplicitat m.
- Cal notar que la successió {\displaystyle \{p_{n}\}} en la declaració del teorema sempre existeix. Per exemple sempre es podria prendre {\displaystyle p_{n}=n} i s'obtindria convergència. Tal successió no és única: canviant aquesta un nombre finit de posicions, o prenent una altra seqüència p'n ≥ pn,, no «trencarà» la convergència.
- El teorema generalitza el següent: successions en conjunts oberts (i per tant regions) de l'esfera de Riemann tenen funcions associades que són holomorfes en aquests subconjunts i tenen zeros en els punts de la successió.[3]
- Cal notar també que el cas donat pel teorema fonamental de l'àlgebra està incorporat aquí. Si la successió {\displaystyle \{a_{n}\}} és finita, llavors es pot prendre {\displaystyle p_{n}=0} i obtenir: {\displaystyle \,f(z)=c\,{\displaystyle \prod }_{n}(z-a_{n})}.

### El teorema de factorització de Weierstrass
A vegades anomenat Teorema del producte de Weierstrass, o Teorema del factor de Weierstrass.
Del desenvolupament en sèrie entera segons {\displaystyle u\in \;]-1;1[} :
{\displaystyle \ln(1-u)=-u-{\frac {u^{2}}{2}}-{\frac {u^{3}}{3}}-\ldots -{\frac {u^{n}}{n}}-\ldots }
es dedueix que la funció truncada als m primers termes
{\displaystyle E(u,m)=(1-u)e^{u+u^{2}/2+\ldots +u^{m}/m},}
és sensiblement igual a 1 entre [-1,1], excepte en una aproximació de u = 1 on s'admet un zero d'ordre 1. Aquests factors {\displaystyle E(u,m)} s'anomenen factors primaris de Weierstrass. Amb ells, Weierstrass va demostrar que per a tota funció entera f d'ordre finit {\displaystyle \rho } i anul·lant-se sobre els nombres complexos {\displaystyle a_{n}\neq 0}, hi ha un polinomi {\displaystyle P(s)} de grau inferior o igual a {\displaystyle \rho }, i un enter {\displaystyle m\leq \rho } dels que obtenim
El factor {\displaystyle s^{p}} correspon a les funcions que tenen un zero d'ordre d'ordre p en 0.
Posteriorment, Borel va precisar {\displaystyle m} i el grau del polinomi P. El grau de P és igual a la part entera de l'ordre {\displaystyle \rho } si {\displaystyle \rho } no és enter. Es pot prendre el valor {\displaystyle \rho } o el valor {\displaystyle \rho -1} si l'ordre {\displaystyle \rho } és enter. El conjunt {\displaystyle m} s'incrementa per {\displaystyle \rho }. Un dels dos nombres enters almenys és igual a {\displaystyle \rho } si l'ordre és enter.
El matemàtic francès Jacques Hadamard va generalitzar aquest teorema per a les funcions meromorfes.

### Teorema de factorizació de Hadamard
El teorema de factorització de Hadamard relatiu a les funcions meromorfes d'ordre finit {\displaystyle \rho } diu el següent:
Aquest teorema és una conseqüència simple del teorema de factorització de Weierstrass i del següent teorema :

## Exemples de factorizacions i aplicacions
La forma donada pel teorema de factorització sovint es pot reescriure:
{\displaystyle f(z)=z^{m}\;e^{\phi (z)}\;\prod _{n=1}^{\infty }\left(1-{\frac {z}{u_{n}}}\right)}, on els {\displaystyle u_{n}} són els zeros de f ; en la pràctica, la dificultat més freqüent és determinar la funció {\displaystyle \phi (z)}.
En particular tenim:
- {\displaystyle \sin \pi z=\pi z\prod _{n\neq 0}\left(1-{\frac {z}{n}}\right)e^{z/n}=\pi z\prod _{n=1}^{\infty }\left(1-{\frac {z^{2}}{n^{2}}}\right)}
- {\displaystyle \cos \pi z=\prod _{n\neq 0}\left(1-{\frac {2z}{2n-1}}\right)e^{2z/(2n-1)}=\prod _{n=1}^{\infty }\left(1-{\frac {4z^{2}}{(2n-1)^{2}}}\right)}
- Per la inversa de la funció gamma, tenim una fórmula semblant: {\displaystyle 1/\Gamma (z)=z\;{\mbox{e}}^{\gamma z}\;\prod _{n=1}^{\infty }\left(1+{\frac {z}{n}}\right)\;{\mbox{e}}^{-z/n}} (fórmula obtinguda per Schlömilch).

El producte infinit corresponent a la funció sinus va ser descobert per Leonhard Euler, que el va utilitzar per resoldre el problema de Basilea i, obtenir més generalment, per identificació amb el desenvolupament dels productes amb la de la funció sinus en sèrie de Taylor, els valors de la funció zeta de Riemann en els enters parells:
{\displaystyle \zeta (2k)=\sum _{n=1}^{\infty }{\frac {1}{n^{2k}}}\ =\ {\frac {|B_{2k}|\ (2\pi )^{2k}}{2\,(2k)!}}}, on els {\displaystyle B_{2k}} són els nombres de Bernoulli.
Observant {\displaystyle x_{n}} la solució de l'eqüació {\displaystyle x=\tan x} compresa entre {\displaystyle n\pi } et {\displaystyle \pi /2+n\pi } (per n enter > 0), també es pot obtenir el mateix desenvolupament en producte infinit:
{\displaystyle \sin x-x\cos x={\frac {x^{3}}{3}}\prod _{n=1}^{\infty }\left(1-{\frac {x^{2}}{x_{n}^{2}}}\right)}, dels quals s'obté (per la identificació amb el desenvolupament en sèrie de Taylor) el resultat {\displaystyle \sum _{n=1}^{\infty }{\frac {1}{x_{n}^{2}}}={\frac {1}{10}}}.